# Nynetjer
Nynetjer was een farao van de 2e dynastie van Egypte.

## Chronologie
Volgens Jürgen von Beckerath regeerde de koning van 2810-2767 v.Chr. Volgens Redford: 2790-2754 v.Chr., Malek: 2750-2707 v.Chr. en anderen (Hornung, Krauss, Warburton): 2700-2660 v.Chr.

## Namen van de farao
Tijdens de regering van Nynetjer, nam hij de volgende titels aan:
- Horusnaam: Ni-netjer, “Goddelijk als een van Horus”
- Nebtynaam: Ni-netjer-nebti, “Goddelijk als een van de Twee Vrouwen”
- Gouden Horusnaam: (Neheb)-Ren-neboe, “Gouden nakomelingen” of “Gouden kalf”
- Troonnaam: Nesoet-bit Ni-netjer, “Koning van Opper- en Neder-Egypte, Ni-netjer”

Postuum – in het Nieuwe rijk –  werden er nog diverse cartouches aan deze heerser toebedeeld:
- In de koningslijst van Turijn: .. Netjer-ren, “goddelijk, naam”
- In de koningslijst van Abydos: Ba-en-netjer, “De ram is goddelijk”
- In de koningslijst van Saqqara: Ba-netjeroe, “De ziel is goddelijk”

|                |      |    |       |
| \| \| \| \| \| |      |    |       |
|                |      |    |       |
| HASH           | HASH | R8 | r · n |

| HASH | HASH | R8 | r · n |

|                |      |    |       |
| \| \| \| \| \| |      |    |       |
|                |      |    |       |
| HASH           | HASH | R8 | r · n |

| HASH | HASH | R8 | r · n |

|                |      |    |       |
| \| \| \| \| \| |      |    |       |
|                |      |    |       |
| HASH           | HASH | R8 | r · n |

| HASH | HASH | R8 | r · n |

|                |      |    |       |
| \| \| \| \| \| |      |    |       |
|                |      |    |       |
| HASH           | HASH | R8 | r · n |

| HASH | HASH | R8 | r · n |

|                |      |    |       |
| \| \| \| \| \| |      |    |       |
|                |      |    |       |
| HASH           | HASH | R8 | r · n |

| HASH | HASH | R8 | r · n |

|                |      |    |       |
| \| \| \| \| \| |      |    |       |
|                |      |    |       |
| HASH           | HASH | R8 | r · n |

| HASH | HASH | R8 | r · n |

|                |      |    |       |
| \| \| \| \| \| |      |    |       |
|                |      |    |       |
| HASH           | HASH | R8 | r · n |

| HASH | HASH | R8 | r · n |

|                |      |    |       |
| \| \| \| \| \| |      |    |       |
|                |      |    |       |
| HASH           | HASH | R8 | r · n |

| HASH | HASH | R8 | r · n |

|                |     |    |   |
| \| \| \| \| \| |     |    |   |
|                |     |    |   |
| W10A           | E11 | R8 | n |

| W10A | E11 | R8 | n |

|                |     |    |   |
| \| \| \| \| \| |     |    |   |
|                |     |    |   |
| W10A           | E11 | R8 | n |

| W10A | E11 | R8 | n |

|                |     |    |   |
| \| \| \| \| \| |     |    |   |
|                |     |    |   |
| W10A           | E11 | R8 | n |

| W10A | E11 | R8 | n |

|                |     |    |   |
| \| \| \| \| \| |     |    |   |
|                |     |    |   |
| W10A           | E11 | R8 | n |

| W10A | E11 | R8 | n |

|                |     |    |   |
| \| \| \| \| \| |     |    |   |
|                |     |    |   |
| W10A           | E11 | R8 | n |

| W10A | E11 | R8 | n |

|                |     |    |   |
| \| \| \| \| \| |     |    |   |
|                |     |    |   |
| W10A           | E11 | R8 | n |

| W10A | E11 | R8 | n |

|                |     |    |   |
| \| \| \| \| \| |     |    |   |
|                |     |    |   |
| W10A           | E11 | R8 | n |

| W10A | E11 | R8 | n |

|                |     |    |   |
| \| \| \| \| \| |     |    |   |
|                |     |    |   |
| W10A           | E11 | R8 | n |

| W10A | E11 | R8 | n |

|                   |     |    |     |   |
| \| \| \| \| \| \| |     |    |     |   |
|                   |     |    |     |   |
| W10A              | G29 | R8 | t&r | w |

| W10A | G29 | R8 | t&r | w |

|                   |     |    |     |   |
| \| \| \| \| \| \| |     |    |     |   |
|                   |     |    |     |   |
| W10A              | G29 | R8 | t&r | w |

| W10A | G29 | R8 | t&r | w |

|                   |     |    |     |   |
| \| \| \| \| \| \| |     |    |     |   |
|                   |     |    |     |   |
| W10A              | G29 | R8 | t&r | w |

| W10A | G29 | R8 | t&r | w |

|                   |     |    |     |   |
| \| \| \| \| \| \| |     |    |     |   |
|                   |     |    |     |   |
| W10A              | G29 | R8 | t&r | w |

| W10A | G29 | R8 | t&r | w |

|                   |     |    |     |   |
| \| \| \| \| \| \| |     |    |     |   |
|                   |     |    |     |   |
| W10A              | G29 | R8 | t&r | w |

| W10A | G29 | R8 | t&r | w |

|                   |     |    |     |   |
| \| \| \| \| \| \| |     |    |     |   |
|                   |     |    |     |   |
| W10A              | G29 | R8 | t&r | w |

| W10A | G29 | R8 | t&r | w |

|                   |     |    |     |   |
| \| \| \| \| \| \| |     |    |     |   |
|                   |     |    |     |   |
| W10A              | G29 | R8 | t&r | w |

| W10A | G29 | R8 | t&r | w |

|                   |     |    |     |   |
| \| \| \| \| \| \| |     |    |     |   |
|                   |     |    |     |   |
| W10A              | G29 | R8 | t&r | w |

| W10A | G29 | R8 | t&r | w |

Manetho schreef in zijn werk Aegyptiaka over deze farao. Diverse auteurs hebben het werk herschreven hierdoor zijn er verschillende spellingen bekend van de naam:
- Binothris volgens Africanus
- Biophis volgens Eusebius

### Identiteit
Nynetjer wordt gewoonlijk geïdentificeerd met de cartouche uit het Nieuwe rijk: Banetjer van de koningslijst van Abydos. Banetjeroe van de Koningslijst van Sakkara en Netjer-ren van de koningslijst van Turijn. De Palermo steen inscriptie geeft een wat bijzondere Gouden Horusnaam van Nynetjer: Ren-neboe wat betekent: “Gouden nakomeling” of “Gouden kalf”. Deze naam verschijnt ook op artefacten uit de tijd van Nynetjer. Egyptologen Wolfgang Helck en Toby Wilkinson denken dat het te maken heeft met een voorganger van de Gouden Horusnaam-titel, de titel werd voor het eerst gebruikt tijdens de regering van Djoser uit de 3e dynastie van Egypte.

## Regering
De koning is bekend van de Steen van Palermo en diverse reliëfs van zijn tombe te Sakkara. Er zijn verscheidene objecten uit zijn regeringstijd bekend.
Het exacte aantal jaar dat hij heeft geregeerd is onbekend, maar het schijnt dat het een lange tijd is geweest. De Koningslijst van Turijn suggereert een regeringstijd van 96 jaar, Manetho suggereert 47 jaar. Egyptologen staan zeer kritisch tegen deze historische bronnen en interpreteren dit als een overdrijving. In het algemeen geven egyptologen Nynetjer 43 of 45 regeringsjaren, dit is gebaseerd op de inscripties van de Palermo steen die de activiteiten aangeven van het 7e tot aan het 21e regeringsjaar. De Caïrosteen inscripties rapporteren van regeringsjaren 36 t/m 44 jaar.

### Steen van Palermo
De Steen van Palermo is een belangrijke bron. Hij vermeldt een aantal religieuze verdragen, gebeurtenissen en feesten waar de koning bij betrokken was.
| Regeringsjaar | Activiteiten | Overstromingsniveau |
| ------------- | --- | ------------------- |
| 7e jaar       | Begeleiden van Horus (3e telling van het vee)... | (de rest mist)      |
| 8e jaar       | Verschijning van de koning, “Strekken van de koorden” (een ceremonie voor het oprichten van bouwwerken) voor “Hor-Ren” | 1,57 meter          |
| 9e jaar       | Begeleiden van Horus (4e telling van het vee) | 1,09 meter          |
| 10e jaar      | Verschijning van de koning van Neder- en Opper-Egypte, “Wedloop met de Apis stier” (phrr Hp) | 1,09 meter          |
| 11e jaar      | Begeleiden van Horus (5e telling van het vee) | 1,98 meter          |
| 12e jaar      | Verschijning van de koning van Neder-Egypte, tweede viering van het feest van Sokar | 1,92 meter          |
| 13e jaar      | Begeleiden van Horus (6e telling van het vee) | 0,52 meter          |
| 14e jaar      | Eerste viering van Hor-seba-pet (“Horus, de ster in de hemel”), het oprichten/vernietigen van de steden van Sjem-re (“De zon is gekomen”) en Ha (“De noordelijke stad”). Het lezen van het laatste stuk vormt een discussie, want de laatst hiëroglief die een hak voorstelt, kan zowel betekenen “vernietigen” als “oprichten”. | 2,15 meter          |
| 15e jaar      | Begeleiden van Horus (7e telling van het vee) | 2,15 meter          |
| 16e jaar      | Verschijning van de koning van Neder-Egypte, tweede “wedloop met de Apis-stier” | 1,92 meter          |
| 17e jaar      | Begeleiden van Horus (8e telling van het vee) | 2,40 meter          |
| 18e jaar      | Verschijning van de koning van Neder-Egypte, tweede viering van het feest van Sokar | 2,21 meter          |
| 19e jaar      | Begeleiden van Horus (9e telling van het vee) | 2,25 meter          |
| 20e jaar      | Verschijning van de koning van Neder-Egypte, offer aan de moeder van de koning, het vieren van het “Feest van eeuwigheid” (een begrafenisritueel) | 1,92 meter          |
| 21e jaar      | Begeleiden van Horus (10e telling van vee), rest mist... | -                   |

De Caïrosteen geeft de regeringsjaren 36 tot 44 weer. De oppervlakte van de steen is echter beschadigd. Daarom zijn de meeste activiteiten onleesbaar, behalve de “geboorte” (het maken) van een Anubisfetisj en delen van “De verschijning van de koning van Neder- en Opper-Egypte.”
Tweeduizend jaar later noemde Manetho, de Oud-Egyptische historicus, Nynetjer Binôthris en verhaalde dat tijdens zijn regering “Vrouwen het recht ontvingen om koninklijke waardigheid te verkrijgen”, wat kan worden uitgelegd als dat vrouwen toegestaan werd om te regeren als een koning; egyptoloog Walter Bryan Emery neemt aan dat dit refereert aan de necrologie van de koninginnen Meritneith en Neithhotep van de vroege 1e dynastie van Egypte. Van beiden wordt geloofd dat ze enkele jaren regeerden op de Egyptische troon omdat hun zoons nog te jong waren.
Tijdens de regering van Nynetjer werd de jaarlijkse activiteit “Het begeleiden van Horus” aangevuld met de activiteit “Het tellen van het vee”. Het laatste was van hoogst economisch belang voor het Egyptische rijk, want het was de officiële uitvoering van de jaarlijkse belastingcollectes. Deze jaarlijkse activiteiten werden ook door alle andere farao's uitgevoerd. De activiteit “Begeleider van Horus” werd niet meer uitgevoerd aan het begin van de 3e dynastie van Egypte.

### Einde van de regering van Nynetjer
Een aantal egyptologen zoals: Wolfgang Helck, Nicolas Grimal, Hermann Alexander Schlögl en Francesco Tiradritti geloven dat Nynetjer een staat naliet die leed aan een te complex staatsbestuur. Men vermoedt dat Nynetjer besloot om Egypte te splitsen en aan zijn twee zonen (of twee opvolgers) te schenken, die over de twee koninkrijken zouden heersen, in de hoop dat de twee heersers de staten beter konden besturen.
Weer een aantal andere egyptologen waaronder Barbara Bell geloven dat een economische ramp zoals een hongersnood of een lange droogte Egypte trof tijdens zijn regeringstijd. Om een oplossing te zoeken voor het voeden van de Egyptische bevolking, splitste Nynetjer het rijk in tweeën en zijn opvolgers heersten over twee onafhankelijke staten totdat de hongersnood ten einde kwam. Barbara Bell wijst op de inscripties op de Palermo Steen waar - volgens haar interpretatie - de verslagen van de jaarlijkse Nijl overstromingen lage waarden vertonen tijdens zijn regeringsperiode. Haar theorie wordt weerlegd door Stephan Seidlmayer, die haar berekeningen corrigeerde. Seidlmayer heeft uitgezocht dat de jaarlijkse Nijl overstromingen op het normale niveau waren in de tijd van Nynetjer tot aan het Oude Rijk. Barbara Bell had over het hoofd gezien dat de hoogte van de Nijl overstromingen in de Palermo Steen inscripties enkel rekening houden met de metingen van de Nilometer te Memphis, maar niet elders. Er kan dus geen sprake zijn van een lange periode van droogte als reden.
Het is ook onduidelijk of de opvolger van Nynetjer ook zijn troon had gedeeld met een andere heerser, of dat het rijk werd gedeeld nadat hij dood was. Alle bekende koningslijsten zoals de koningslijst van Sakkara, de Koningslijst van Turijn en de Koningslijst van Abydos vermelden een koning Wadjenes als Nynetjers directe opvolger en als voorganger een koning genaamd Sened. Na Sened verschillen de lijsten van elkaar wat betreft opvolgers. In de koningslijsten van Sakkara en Turijn vermelden de koningen Neferkare I, Neferkasokar en Hoedjefa als opvolgers, de koningslijst van Abydos vermeld koning Djadjay (identiek aan koning Chasechemoei). Als Egypte al direct verdeeld was toen Senedj de troon besteeg, zouden koningen Sechemib en Peribsen over Opper-Egypte hebben geregeerd, terwijl Senedj en zijn opvolgers Neferkare en Hoedjefa I over Neder-Egypte hebben geregeerd. De verdeling van Egypte werd beëindigd door koning Chasechemoei.

### Bewijzen / documenten
Nynetjer is een van de beste geattesteerde koningen van de 2e dynastie van Egypte. Zijn naam wordt vaak teruggevonden in zijn tombe te Sakkara,  in inscripties op stenen vaatwerk en kleizegels. Een hoop artefacten werd gevonden in de tombe van koning Peribsen te Abydos en in galerijen van de trappenpiramide van Djoser. Maar het dateren van de inscripties, vooral die gemaakt zijn met zwarte inkt, veroorzaken enkele problemen. Experts in het schrijven en archeologen zoals Ilona Regulski wijzen erop dat de inscripties met inkt aangebracht zijn na de regering van Nynetjer dan de stenen en zegel inscripties. Zij dateert de inscripties met inkt aan het einde van de 2e dynastie van Egypte (Chasechemoei), begin 3e dynastie (Djoser) en verondersteld dat de objecten oorspronkelijk uit Abydos komen. In feite, alabaster vaatwerk en aardewerken potten met inscripties met zwarte inkt met een zeer vergelijkbaar lettertype ontwerp zijn ook teruggevonden in het graf van Peribsen.
Nynetjers naam verschijnt ook in rots inscripties nabij Abu Handal in Beneden-Nubië. Dit zou weleens een hint kunnen zijn dat Nynetjer een militaire expeditie uitzond naar deze regio, hoewel de inscriptie slechts beperkte informatie geeft.
Bewijzen:
- Tombe B te Sakkara onder de piramide van Oenas.
- Zegelafdrukken in graftombes 2171 en 2302 in Saqqara.
- Zegelafdrukken in een graftombe in Gizeh.
- Inscripties gevonden te Helwan.
- Lijst van de drie eerste koningen van de tweede dynastie op de achterkant van de rechterschouder van een beeld van Redjit, een priester uit Saqqara.

## Galerij

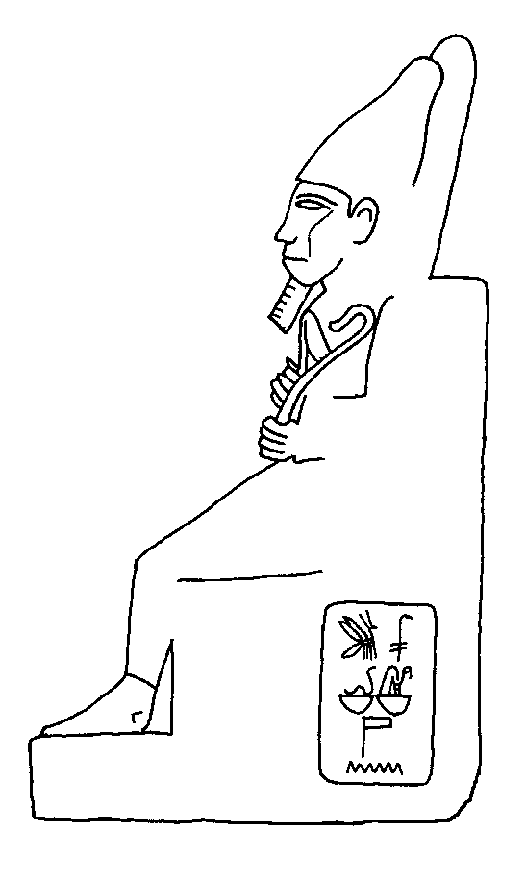
Tekening van het beeldje van Nynetjer.
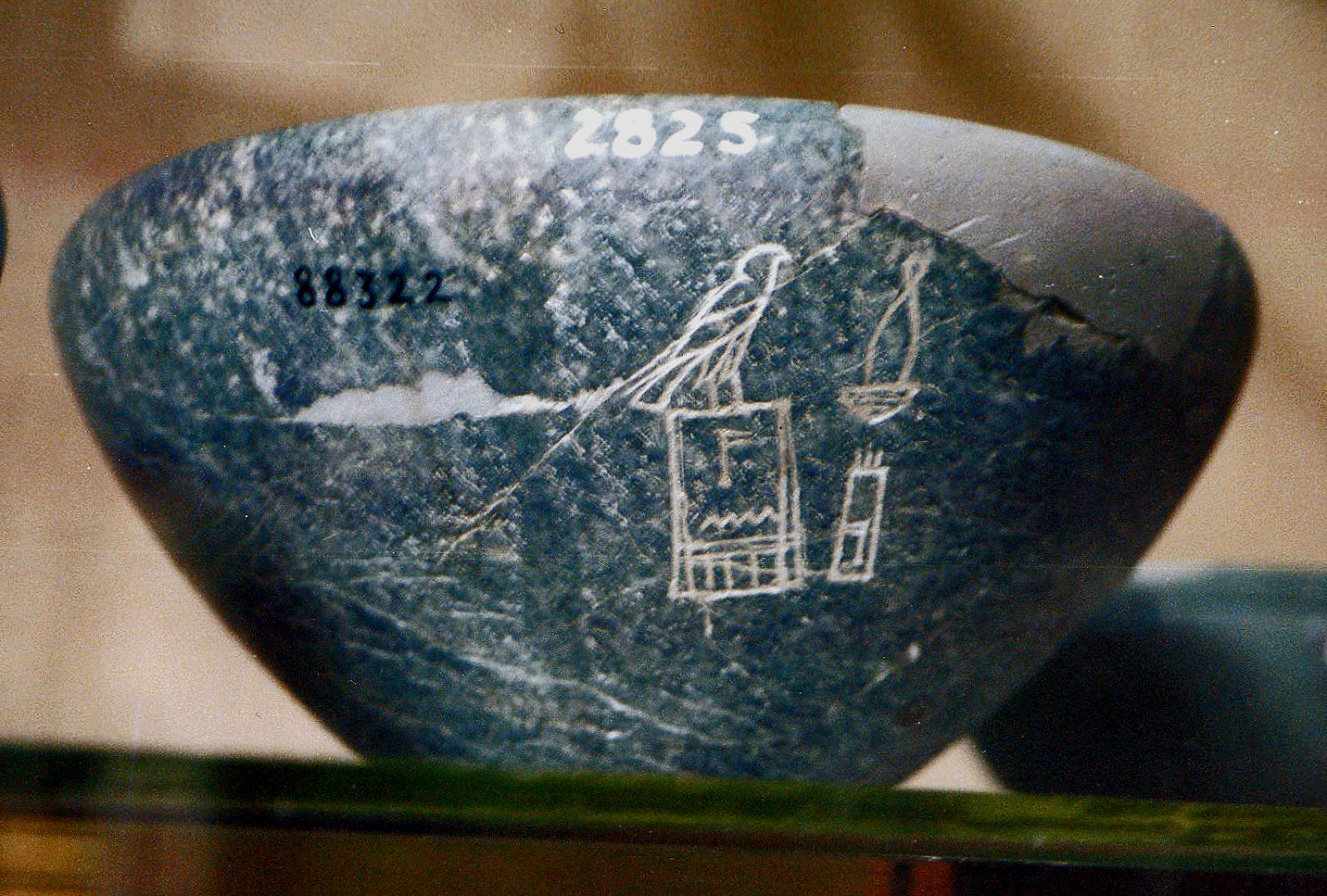
Diorieten vaas met de naam van Nynetjer erop en een vermelding van een paleis van de koning in Opper-Egypte. Gevonden in Djoser's trappenpiramide.
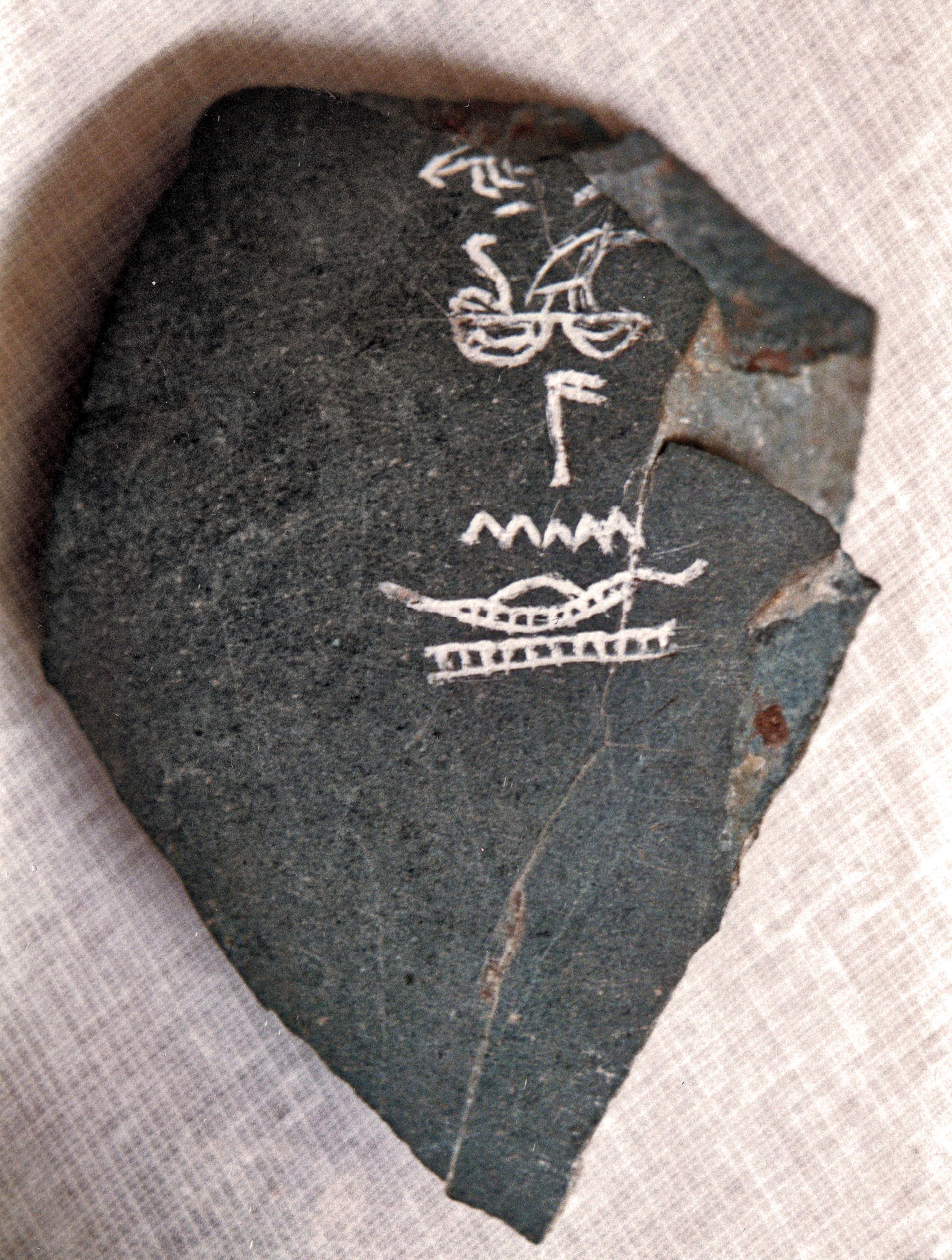
Potscherf van een vaas met koningstitels van Nynetjer. Volgens Petrie wordt er een boot afgebeeld op de scherf, waardoor dit een deel van de boot zou zijn geweest.
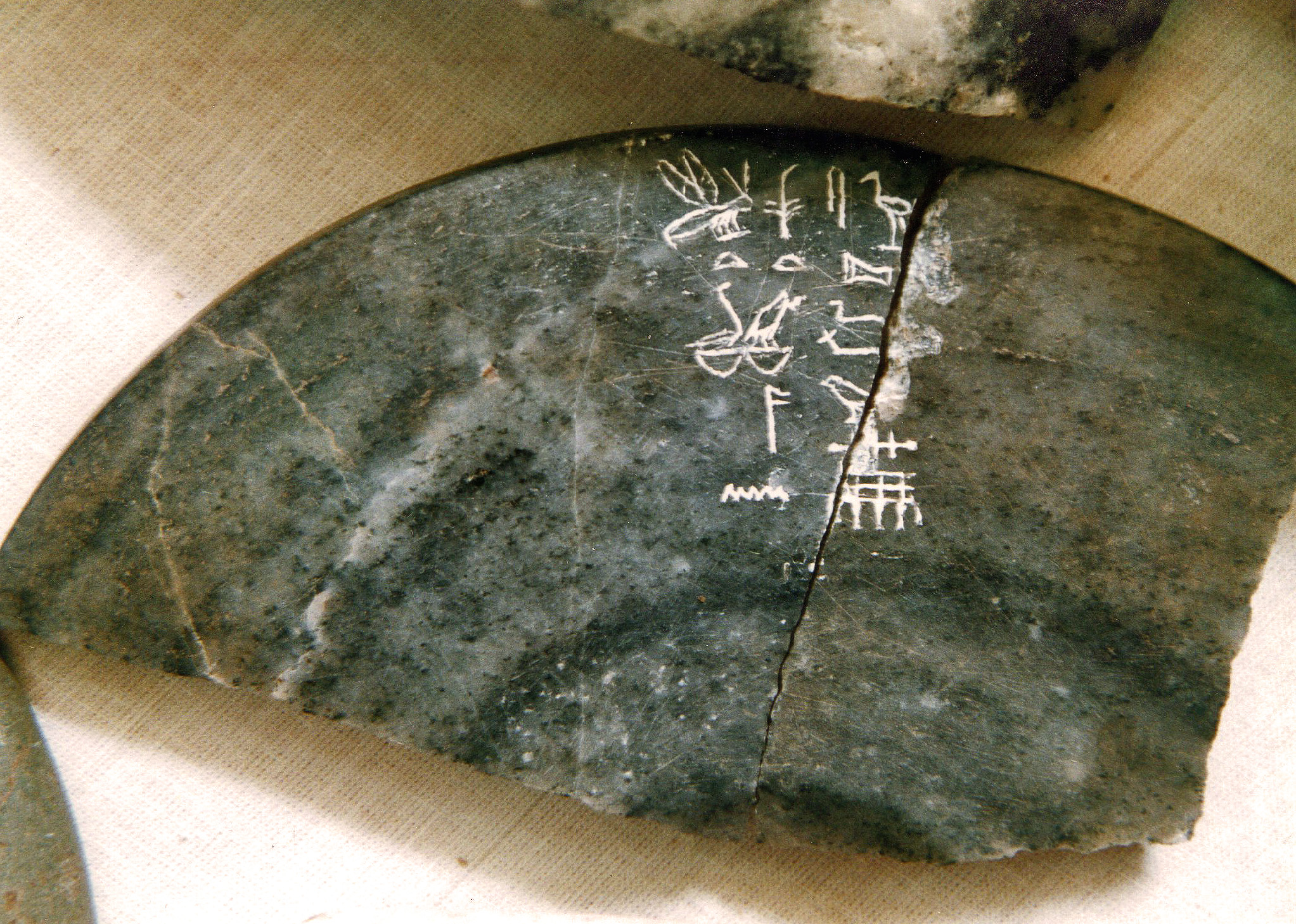
Potscherf van een vaas met de naam van Nynetjer en die van Bastet
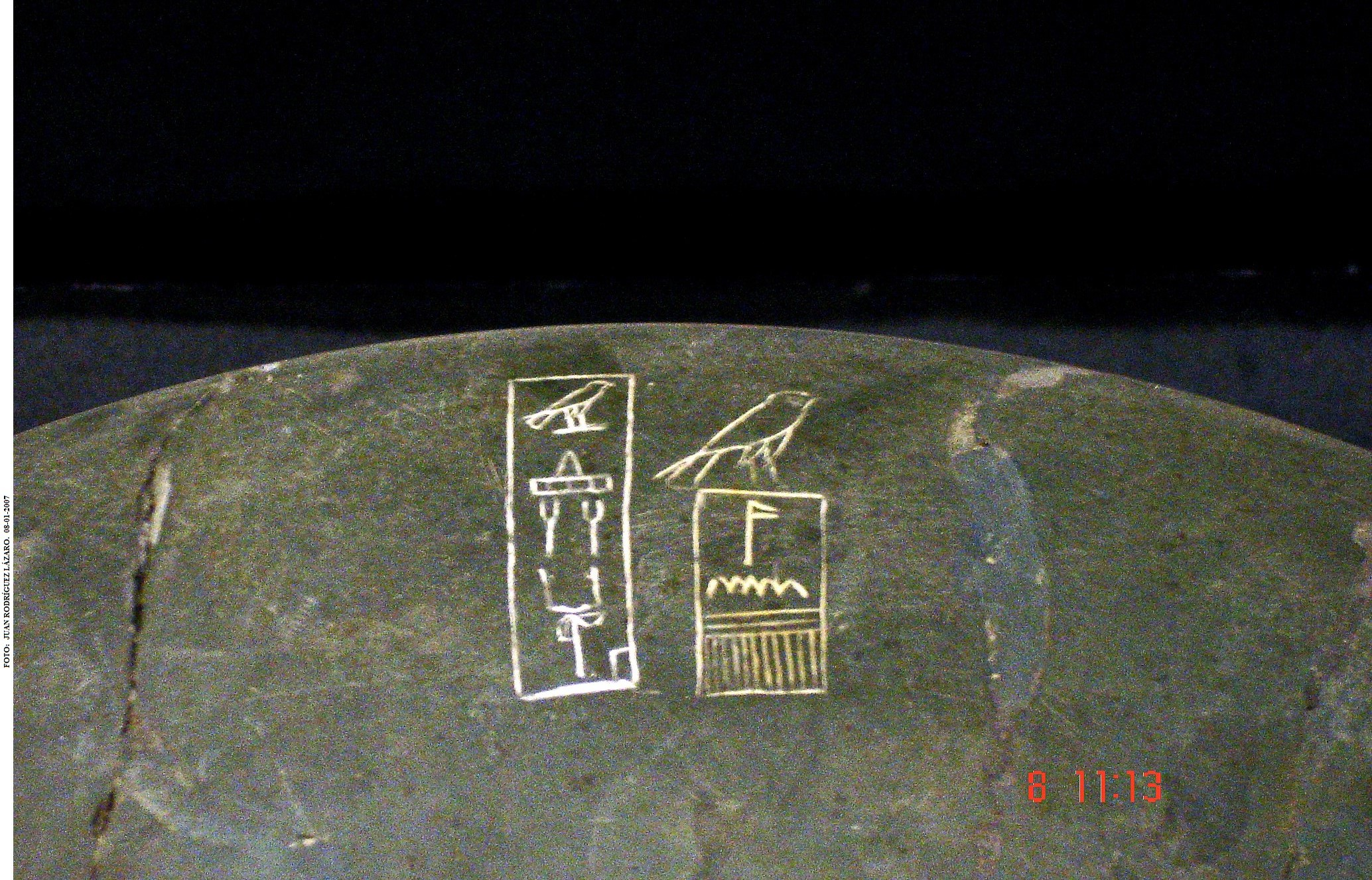
Stenen schaal met de namen van Hotepsechemoei (links) en Nynetjer (rechts)
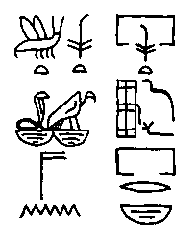
Kleizegel van Nynetjer
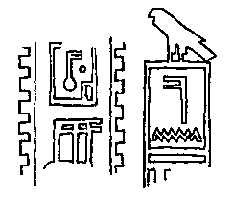
Kleizegel van Nynetjer, met vermelding van het "Natron-vesting"

## Externe bronnen
- (en)  Francesco Raffaele - Horus Nynetjer
- (nl)  Rijks museum van Oudheden - Twee faraobeeldjes